# Wechselmodell
Als Wechselmodell, Pendelmodell oder Paritätische Doppelresidenz werden Regelungen zur Betreuung gemeinsamer Kinder bezeichnet, wenn diese nach einer Trennung ihrer Eltern in beiden Haushalten maßgeblich wohnen. Lebt das Kind zu annähernd gleichen Zeitanteilen in beiden Haushalten, so spricht man auch vom paritätischen Wechselmodell.

## Definition
Im Unterschied zum verbreiteten Residenzmodell oder Einzelresidenzmodell, bei dem das Kind bei einem Elternteil lebt, soll das Kind beim Wechselmodell bei beiden Elternteilen abwechselnd leben, und dies zu möglichst gleichen zeitlichen Anteilen. In Fachkreisen wird diese Art der Kinderbetreuung deswegen auch als Paritätsmodell (von lateinisch paritas „Gleichheit“) oder paritätisches Wechselmodell bezeichnet.
Teilweise wird schon ab einem Zeitanteil von 30 % des weniger betreuenden Elternteils von einem Wechselmodell gesprochen.
Demgegenüber definierte der Bundesgerichtshof (BGH) in einem Urteil von 2005 das Wechselmodell als ein Modell, bei dem beide Eltern „etwa die Hälfte der Versorgungs- und Erziehungsaufgaben“ übernehmen. Mit „die Hälfte“ sind hier ein Anteil von 50 % gemeint bzw. ein Umgang von 50:50 bzw. „gleichermaßen betreuen“.
In einem Beschluss des BGH von 2014 wurde festgestellt, dass kein Wechselmodell vorliegt, wenn der Betreuungsanteil nur mit 43 % zu 57 % aufgeteilt ist.
Andere Verwendungen des Begriffs

Der Begriff Wechselmodell wird seit der Coronapandemie auch für Beschreibung der Situation an Schulen verwendet, wo Schüler teils vor Ort oder zu Hause bleiben.

## Voraussetzungen
Nach allgemeiner Auffassung bauen Kinder zu einem Erwachsenen eine Bindung auf, die ihnen emotionale Sicherheit vermittelt, wenn dieser gegenüber dem Kind zu feinfühligem Verhalten bereit und in der Lage ist (siehe Bindungstheorie). Eine entscheidende Voraussetzung für die Durchführung eines Paritätsmodells ist die für einen längeren Zeitraum stabile Bereitschaft beider Elternteile zum Erbringen dieser Leistung. Hierzu müssen beide Bindungspersonen hinreichend belastbar, zuverlässig, kooperativ und kommunikativ sein.
Beide Eltern sollten über annähernd gleichwertige Beziehungs-, Betreuungs- und Förderkompetenzen verfügen, genügend Zeit haben und ernsthaft entschlossen sein, das Kind auch tatsächlich in dem angestrebten Umfang zu betreuen. Außerdem müssen in beiden elterlichen Wohnungen genügend Platz und kindgerecht ausgestattete Zimmer vorhanden sein. Nach Ansicht von Lothar Unzner sollten grundsätzlich folgende Bedingungen erfüllt sein, damit ein Kind flexibel zwischen den Haushalten wechseln kann:
- Das Kind hat sichere Bindungen zu beiden Elternteilen,
- es wird durch bekannte und gewohnte Routinen unterstützt,
- die Eltern kommunizieren verlässlich über die kindliche Versorgung und tragen keine Konflikte vor dem Kind aus und
- die Eltern unterstützen einander in der Elternschaft, respektieren Regeln und Gewohnheiten des anderen und fördern die Beziehung des Kindes zum jeweils anderen Elternteil (sogenannte Bindungsfürsorge[10]).

### Organisatorische Voraussetzungen
Daneben fordern Sachverständige und Richter eine geringe räumliche Entfernung, damit sich das sozial-räumliche Umfeld (Kindergarten, Schule, Freunde, Sportvereine etc.) beim Wechseln vom einen ins andere Elternhaus nicht verändert. In Ausnahmefällen wird das Paritätsmodell aber auch von Eltern vereinbart, die weiter voneinander entfernt leben bzw. wurde auch in solchen Fällen schon gerichtlich durchgesetzt.

### Kindeswunsch
Jan Piet H. de Man erwähnt die Akzeptanz der Kinder, also deren Bereitschaft, das Modell zu leben. De Man merkt an, dass bei Ablehnung zu prüfen sei, ob dies nur aufgrund von Loyalitätskonflikten gegenüber dem derzeit betreuenden Elternteil geschieht.

### Umgang der Eltern mit Konflikten
Laut Fichtner und Salzgeber sei entscheidend, wie der gerade nicht mit dem Kind zusammenlebende Elternteil durch den anwesenden Elternteil vermittelt bzw. repräsentiert werde.
Nach verschiedenen Gerichtsentscheiden reicht dagegen bereits ein Mindestmaß an Kommunikation und Kooperation der Eltern, die im Übrigen nötigenfalls durch Familienberater oder Mediatoren zu unterstützen seien.
In einem Urteil des Bundesverfassungsgerichts von 2009 heißt es, die gemeinsame Ausübung der Elternverantwortung erfordere ein Mindestmaß an Übereinstimmung zwischen den Eltern. Der Bundesgerichtshof legte 2017 als Leitsatz fest:

„Eine gerichtliche Umgangsregelung, die im Ergebnis zu einer gleichmäßigen Betreuung des Kindes durch beide Eltern im Sinne eines paritätischen Wechselmodells führt, wird vom Gesetz nicht ausgeschlossen. Auch die Ablehnung des Wechselmodells durch einen Elternteil hindert eine solche Regelung für sich genommen noch nicht. Entscheidender Maßstab der Regelung ist vielmehr das im konkreten Einzelfall festzustellende Kindeswohl.“

## Praktische Ausgestaltung
Oft findet der Wechsel in kurzen Intervallen von zwei bis fünf Tagen statt. Ist ein Elternteil in wesentlich größerem Umfang berufstätig als der andere, entscheiden sich manche Eltern dafür, dass die Kinder in der Woche stets überwiegend beim nicht (bzw. weniger) berufstätigen Elternteil sind und dann ein verlängertes Wochenende beim (stärker) erwerbstätigen Elternteil verbringen. Recht verbreitet wird ein starrer Wochenrhythmus praktiziert, mitunter wechseln die Kinder auch nur alle 14 Tage vom einen in den anderen Haushalt. In seltenen Fällen, wenn z. B. ein Elternteil im Ausland lebt, werden sogar abwechselnde Betreuungsphasen von mehreren Monaten vereinbart.
Uneinigkeit herrscht in der wissenschaftlichen Literatur darüber, wie die Wechsel verlaufen sollen. Eine Position spricht sich dafür aus, die Eltern sollten dem Kind beim Übergang von einem Elternteil zum anderen helfen, so dass es ohne emotionale Irritationen wechseln könne. Andere sehen diese „Übergaben“ dagegen kritisch und favorisieren vor allem bei Eltern, die schnell in Streit geraten, natürliche Übergänge: die Kinder gehen am Tag des Wechsels vom einen Elternteil aus in die Schule und kehren nach Unterrichtsende beim anderen Elternteil ein. Bei jüngeren Kindern funktioniert dies analog über den Kindergarten; ein Elternteil bringt, der andere Elternteil holt ab.
Das Wechselmodell erfordert ggf. zusätzliche Ausgaben der Eltern für Wohnraum (Kinderzimmer) und teilweise doppelte Ausstattung bezüglich Kleidung, Spielzeug und einzelner Gegenstände wie z. B. Fahrräder.

## Gesetzliche Situation
Zum Wechselmodell gibt es im deutschsprachigen Raum bis heute keine gesetzliche Regelung. In vielen Ländern wurde das Wechselmodell gesetzlich verankert (z. B. Frankreich, Belgien, Niederlande, Luxemburg, Italien, Tschechien, Slowakei, Dänemark, Schweden, Norwegen, Spanien, USA, Kanada und Australien).
2015 verabschiedete der Europarat einstimmig die Resolution zur „Gleichheit und gemeinsamen elterlichen Verantwortung“ (Resolution 2079), dessen Kernpunkte der Abbau der Diskriminierung von Vätern, die Verankerung der paritätischen Doppelresidenz in den nationalen Gesetzen und ein Hinwirken auf konsensorientierte Lösungen der Eltern sind.
Argumente für das paritätische Wechselmodell

Einigkeit herrscht in Fachkreisen inzwischen darüber, dass nach einer Trennung grundsätzlich beide Elternteile für das Kind gleich wichtig sind. Eine Zusammenfassung zahlreicher Studien zum Wechselmodell (2013) kommt zu dem Schluss, dass es in aller Regel in den meisten üblichen Konstellationen von Nachtrennungs-Familien dem Kindeswohl am besten entspricht. Gegenargumente, die einer Überprüfung nicht standgehalten hätten, sind unter anderem Aussagen, das Wechselmodell erfordere besondere Anforderungen an die Kommunikationsfähigkeit der Eltern, oder das Wechselmodell eigne sich nicht für Kinder hochstrittiger Elternpaare. Insgesamt zeigen rezente wissenschaftliche Studien und Meta-Analysen in großer Übereinstimmung, dass das Wechselmodell hinsichtlicher seiner physischen, sozialen und mentalen Wirkung auf so aufgezogene Kinder anderen Residenzmodellen überlegen ist. Dies gilt über alle Altersstufen hinaus und unabhängig von der Beziehungsqualität der getrennt lebenden Eltern zueinander. Nach Auffassung mehrerer Wissenschaftler kann durch das Paritätsmodell bei hochstrittigen Paare das Konfliktniveau gesenkt werden.
Das OLG Dresden erwähnt darüber hinaus folgende Vorteile:
- Die Kinder erleben den Alltag mit beiden Eltern,
- beide Eltern bleiben in der Verantwortung für das Kind, sodass Überforderung eines Elternteils bzw. negative Entwicklungen bei den Kindern früher entdeckt werden, und
- beide Eltern erfahren eine teilweise Befreiung von der Belastung, die bei Alleinerziehenden entsteht.

Argumente gegen das paritätische Wechselmodell

Es wird eingewandt, dass viele Kompetenzen vor allem von dem bisher nicht in die Betreuung einbezogenen Elternteil verlangt werden, was im Rahmen der Trennungssituation unter den Stressbedingungen besonders schwierig erscheine. Zudem hätten Kinder meist ein ausgeprägtes Fairnessbedürfnis und würden sich häufig dahingehend äußern, dass sie möglichst hälftig bei jedem Elternteil leben wollten. Würden sie aber gefragt, wie das konkrete Arrangement gelebt werden sollte, würden sie meist kein Wechselmodell vorschlagen. Es wurde argumentiert, Kinder getrennt lebender Familien würden die unterschiedlichen Lebensumfelder der Eltern nicht nur positiv bewerten, sondern durch den Wechsel wegen unterschiedlicher Werte und Vorstellungen zur Erziehung der Eltern auch belastet. Die Kinder müssten sich je nachdem, wo sie sich gerade aufhalten, nach den Erwartungen des jeweiligen Elternteils richten. Dabei wird auch als problematisch gesehen, dass die äußeren Umstände in zwei Haushalten nicht immer gleichwertig verteilt sein könnten. Ein weiterer Einwand besteht darin, dass das Wechselmodell eine Haltung der Eltern fördere, das Kind bei Erziehungsschwierigkeiten aufzufordern, beim anderen Elternteil zu bleiben. Umgekehrt könne auch das Kind, um so Erziehungsmaßnahmen zu entgehen, mit der Möglichkeit drohen, ganz zum anderen Elternteil zu wechseln, wodurch die Autorität der Eltern erheblich geschwächt würde. Zudem bestünde besonders die Gefahr, dass Eltern sich für auftretende Erziehungsschwierigkeiten gegenseitig beschuldigten.
Bestritten wird, dass Familien, die das Wechselmodell praktizieren, seltener vor Gericht streiten würden oder insgesamt ein niedrigeres Konfliktniveau hätten. Vielmehr könnte es nach den Ergebnissen diverser Studien auch durchaus so sein, dass solche Familien zwar mehr Gespräche über die Kinder führten, aber auch mehr Konflikte austrügen als beim Residenzmodell. Tendenziell würden sowohl Konfliktintensität als auch Kooperation zwischen den Eltern zumindest auf mittlere Sicht unverändert bleiben. In Bezug auf sehr junge Kinder (zwei bis drei Jahre) wird eine besondere Trennungsempfindlichkeit angenommen. In dieser Altersgruppe würden wiederholte Trennungen und Wechsel der Betreuungsperson für das Kind stressvolle Erfahrungen bedeuten und zu einer Zerrüttung der Beziehung zur Hauptbezugsperson führen, wenn beide Eltern das Kind nur begrenzt und nicht ausreichend emotional unterstützten.
Im Positionspapier Wechselmodell als gesetzlich zu verankerndes Leitmodell ungeeignet von 2017 sprechen sich die Organisationen Deutscher Kinderschutzbund, Deutsche Liga für das Kind und VAMV gegen eine Anwendung des Wechselmodells im Regelfall aus. Sabine Walper hält fest „Im Einzelfall kann das Wechselmodell durchaus im besten Interesse eines Kindes liegen. Das berechtigt uns aber nicht, daraus eine Regelvermutung abzuleiten. Bei anhaltenden Konflikten der Eltern kann häufiges Pendeln zwischen Mutter und Vater für das Kind eine große Belastung sein“.

### Situation in Deutschland
2014/2015 lebten 10 % der minderjährigen Kinder nicht mit beiden leiblichen Elternteilen in einem Haushalt. Ein Wechselmodell, bei dem das Kind im Monat 40 % bis 60 % der Nächte bei jedem Elternteil übernachtet, wurde von 5 % dieser Kinder praktiziert. VAMV schätzt (Datum und Quellen unbekannt) für Deutschland je nach Definition zwischen 5 und 8 %. Hildegund Sünderhauf-Kravets schätzt (Stand 2017) den Anteil der Eltern, die sich für das Wechselmodell entscheiden, auf rund 15 %. Laut dem Väterreport, Stand 2021 wird der Anteil der Wechselmodell-Eltern auf 5–10 % geschätzt.
Rechtslage

Ein Wechselmodell zur Kindesbetreuung kann ein Gericht auch gegen Willen eines Elternteils anordnen. Der Bundesgerichtshof hat 2017 das Wechselmodell gestärkt und hat entschieden, dass ein Familiengericht auf Antrag eines Elternteils ein sogenanntes paritätisches Wechselmodell anordnen kann. Der BGH bezeichnet ein Wechselmodell als die etwa hälftige Betreuung (siehe Definitionen oben) des Kindes durch beide Eltern, als Umgangsregelung. Dieses Modell ist dann anzuordnen, wenn die geteilte Betreuung durch beide Eltern im Vergleich mit anderen Betreuungsmodellen dem Kindeswohl im konkreten Fall am besten entspricht (siehe auch: OLG Dresden, Beschluss vom 7. Juni 2021, Az. 21 UF 153/21).
In einem Beschluss des OLG Frankfurt a. M., wurde entschieden, dass ein eingespieltes Umgangsmodell nicht gegen den Willen der Kinder in ein Wechselmodell abzuändern ist. Im speziellen Falle wurde das Kindeswohl höher gewertet als der Wunsch des Vaters nach gleichberechtigtem Umgang.
Auswirkungen auf den Unterhalt

In der Vergangenheit behandelten Gerichte ungleich verteilte Wechselmodelle wie das konventionelle Residenzmodell. Der zeitlich weniger betreuende Elternteil musste dem zeitlich mehr betreuenden Elternteil – als würde dieser wie beim Residenzmodell den vollen bzw. weit überwiegenden Betreuungsunterhalt leisten – abzüglich der Hälfte des Kindergeldes einen vollen Barunterhalt, in der Regel nach Düsseldorfer Tabelle, zahlen.
Zunehmend kommt es zu Entscheidungen im Einzelfall, die nicht einer strikten Regelung aus der Leitsatzbildung des BGH (2005 ff.) folgen. Betrachtet werden neben den Betreuungszeiten auch die Betreuungsintensität. Gewichtet wird zum Beispiel, wenn ein Elternteil regelmäßig die Betreuung und Förderung der schulischen Belange (Hausaufgaben, Üben für Arbeiten, Referate usw.) tagsüber übernimmt, während das Kind abends und nachts vom anderen Elternteil betreut wird (s. a. BFH-Urteil vom 23. März 2005 Az.: III R 91/03). Eine allgemein gültige Formel oder einen Katalog dafür gibt es aber nicht. Die bislang übliche Verteilung, bei der ein Elternteil den Betreuungsunterhalt leistet, der andere Elternteil dafür den Barunterhalt zahlt, muss gemäß der Urteile des BGH von 2005 sowie vov 2007 solange nicht in Frage gestellt werden, wie ein Elternteil bei der Betreuung das deutliche Schwergewicht innehat. In den zu verhandelnden Fällen war die Verteilung circa 1/3 zu 2/3 bzw. 64 % zu 36 % einschließlich der Ferienzeiten; der BGH bejahte jeweils ein deutliches Schwergewicht bei der Mutter. In Anlehnung an die Rechtsprechung des BGH mehren sich die Einzelfallentscheidungen, in denen an Familiengerichten ab etwa 40 % Betreuung durch ein Elternteil dem anderen Elternteil, bei gleichem Einkommens- und Vermögensverhältnissen, keine Barunterhaltszahlungen mehr zugesprochen werden. Dafür kann der letztgenannte Elternteil im Einzelfall das volle Kindergeld beanspruchen. Ansonsten sind beide Eltern im Paritätsmodell kindergeldberechtigt nach § 32 EStG und § 64 EStG. Da das Kindergeld eine steuerliche Freistellung des Existenzminimums des Kindes bei beiden Eltern darstellt (Familienleistungsausgleich), ist es auch bei beiden Eltern für den Unterhalt zu verwenden. Hier hat ein Elternteil einen zivilrechtlichen Ausgleichsanspruch aus dem § 1612b BGB gegen den, an den das Kindergeld ausgezahlt wird. Vorausgesetzt der Anspruch wird nicht ausdrücklich abgetreten.
Über eine andere als die beim Residenzmodell praktizierte strikte Trennung in Bar- und Betreuungsunterhalt muss gemäß BGH erst dann nachgedacht werden, wenn die Eltern ein „echtes“ Wechselmodell praktizieren, bei dem sich die Betreuungsanteile „annähernd“ die Waage halten bzw. beide Eltern tatsächlich jeweils zur Hälfte die wechselnde Betreuung übernehmen. In konfliktbehafteten Wechselmodellen, in denen die Eltern keine gemeinsamen finanziellen Vereinbarungen abschließen, wird das Familiengericht auf Antrag eines Elternteils die Höhe der Barunterhaltspflicht beider Eltern nach ihren Vermögens- und Einkommensverhältnissen bestimmen. Der jeweils geleistete Naturalunterhalt kann im Einzelfall berücksichtigt werden. Da im Paritätsmodell von gleichen Betreuungsanteilen ausgegangen wird, entfällt hier eine gesonderte Gewichtung der Betreuungsleistung. Das Verfahren zur Unterhaltsfeststellung wendet einen im Gesetz festgeschriebenen Mindestunterhalt, der sich in Anpassung an die Vorschriften des Steuerrechts nach dem doppelten Freibetrag für das Existenzminimum eines Kindes richtet, an (§ 1612a BGB). Zusätzlich können – im Einzelfall – die Wechselkosten des Kindes von und zu beiden Eltern als bedarfserhöhend angesehen werden. Dies ist besonders dann entscheidend, wenn größere Reisedistanzen zwischen beiden Elternhäusern überwunden werden müssen.
Seit 2008 legt § 1612b BGB fest, dass das Kindergeld zur Deckung des Barbedarfs des Kindes zu verwenden ist, und zwar zur Hälfte, wenn ein Elternteil seine Unterhaltspflicht durch Betreuung des Kindes erfüllt, in allen anderen Fällen in voller Höhe. Damit hat der Gesetzgeber klargestellt, dass das Kindergeld nicht primär den Eltern als Einkommen, sondern dem Kind zuzurechnen ist. Im Paritätsmodell erfüllen beide Eltern gleichzeitig ihre Betreuungs- und Unterhaltspflicht. Daraus entsteht der Anspruch des Kindes, dass bei beiden Eltern das Kindergeld jeweils anteilig zur Verfügung steht, damit es bei beiden Eltern für den jeweiligen Barbedarf des Kindes bei Mutter und Vater verwandt werden kann. Eltern können dies untereinander anders regeln, wenn der Unterhalt des Kindes dadurch nicht gefährdet ist. Bundesgerichtshof und Bundesverfassungsgericht gehen seit der Unterhaltsreform davon aus, dass das Kindergeld Einkommen des Kindes darstellt und – in Nicht-Paritätsmodellen – vom Einkommen des Unterhaltspflichtigen nur der Zahlbetrag an Kindesunterhalt abzuziehen ist. Zugleich ist der betreuende Elternteil verpflichtet, das Kindergeld in voller Höhe für den Kindesunterhalt zu verwenden (BVerfG vom 14. Juli 2011 – 1 BVR 932/10).
Steuerklassen, Wohnsitz und Kindergeld

Bei einem Wechselmodell geht ein Wechsel der Steuerklassen einher. Im Fall Kinder bei der Mutter erhält diese die Steuerklasse II und der Vater die Steuerklasse I. Die Festlegung auf die günstigere Steuerklasse II wird ausschließlich nach den Kriterien der Rechte einer Alleinerziehenden vergeben. Eine einvernehmliche 6/12 Lösung im Wechsel zwischen StK I und II zwischen Expartnern wäre bzw. ist eine wohl gerechte Lösung.
Das Kind kann melderechtlich nur mit einem Hauptwohnsitz eingetragen werden. Das staatliche Kindergeld war nur unteilbar an einen Elternteil auszuzahlen, einen Anspruch auf anteiliges Kindergeld für beide Elternteile gab es bisher nicht. Seit einem Urteil des Oberlandesgerichts Düsseldorf aus dem Jahr 2013 gibt es auch diese Möglichkeit je nach Sachlage. 
Gutachten Gemeinsam getrennt erziehen (Beirat des BMFSFJ)

In BMFSFJ-Gutachten aus 2021 werden Empfehlungen ausgesprochen. Dabei spricht sich der federführende Beirat dafür aus, dass "die Betreuung und Erziehung der Kinder durch beide Eltern vor und nach einer Trennung und Scheidung Ziel einer zukunftsorientierten Familienpolitik sein sollten." Ebenso spricht sich der Rat "gegen eine gesetzliche Verankerung einer allgemeinen Priorisierung der geteilten Betreuung aus, da wir der Überzeugung sind, dass eine differenzierte Prüfung des Einzelfalls den Interessen des Kindes in einer Trennungsfamilie am ehesten gerecht wird."

### Aufsätze
- Christina Klenner: Essay über die Emanzipation des Kindes im Familienrechtsverfahren. In: Zeitschrift für Kindschaftsrecht und Jugendhilfe. Nr. 1, 2006, S. 8–11.
- Hildegund Sünderhauf: Vorurteile gegen das Wechselmodell: Was stimmt, was nicht? Argumente in der Rechtsprechung und Erkenntnisse aus der psychologischen Forschung. In: FamRB – Der Familienrechtsberater. 2013, Teil 1: Heft 9, S. 290–297, und Teil 2: Heft 10, S. 327–335.
- Kerima Kostka: Das Wechselmodell als Leitmodell? Umgang und Kindeswohl im Spiegel aktueller internationaler Forschung. In: Streit (Zeitschrift), Nr. 4, 2014, S. 147–158, ISSN 0175-4467.
- Hildegund Sünderhauf, Georg Rixe: Alles wird gut! Wird alles gut? Rechtssystematische Verortung und verfassungsrechtliche Bezüge der gerichtlichen Anordnung des paritätischen Wechselmodells. In: FamRB – Der Familienrechtsberater. Teil 2: Heft 12, 2014, S. 469–474.
- Wolfram Viefhues, Die neue Rechtsprechung zum Wechselmodell und ihre Auswirkungen, Juris Die Monatsschrift 2018, 178.

### Monografien und Gutachten
- Wissenschaftlicher Beirat für Familienfragen (Hrsg.): Familiale Erziehungskompetenzen: Beziehungsklima und Erziehungsleistungen in der Familie als Problem und Aufgabe; Gutachten für das Bundesministerium für Familie, Senioren, Frauen und Jugend (= Grundlagentexte Psychologie). Juventa, Weinheim München 2005, ISBN 3-7799-0321-0.
- Hildegund Sünderhauf-Kravets: Wechselmodell: Psychologie – Recht – Praxis. Abwechselnde Kinderbetreuung durch Eltern nach Trennung und Scheidung. Springer-Verlag, 2013, ISBN 978-3-531-18340-4.
- Danielle Gebur: Erziehung im Wechselmodell. Trennungskinder und gelungene Erziehungspartnerschaft. Tectum, Marburg 2014, ISBN 978-3-8288-3450-7.
- Das Wechselmodell: Informationen für die Beratung. Verband alleinerziehender Mütter und Väter, Bundesverband e. V. Ansprechpartnerin: Sigrid Andersen. 30.04.2014. PDF. 85 KB.
- Jörg Fichtner: Trennungsfamilien – lösungsorientierte Begutachtung und gerichtsnahe Beratung. Hogrefe Verlag, 2015, (Kapitel Wechselmodell, S. 48–51), ISBN 978-3-8017-2517-4.
- Gemeinsam getrennt erziehen – Gutachten des Wissenschaftlichen Beirats für Familienfragen beim Bundesministerium für Familie, Senioren, Frauen und Jugend (BMFSFJ). 10. März 2021. PDF. 7,5 MB.
- 9. Familienbericht des BMFSFJ. 03.03.2021. PDF. 10,1 MB. Langfassung mit 721 Seiten.